# Avenue Michal
Pour les articles homonymes, voir Michal.
L'avenue Michal est une voie située dans le 19e arrondissement de Paris, en France.

## Situation et accès
L'avenue est située dans le quartier administratif du Combat dans le parc des Buttes-Chaumont.

## Origine du nom

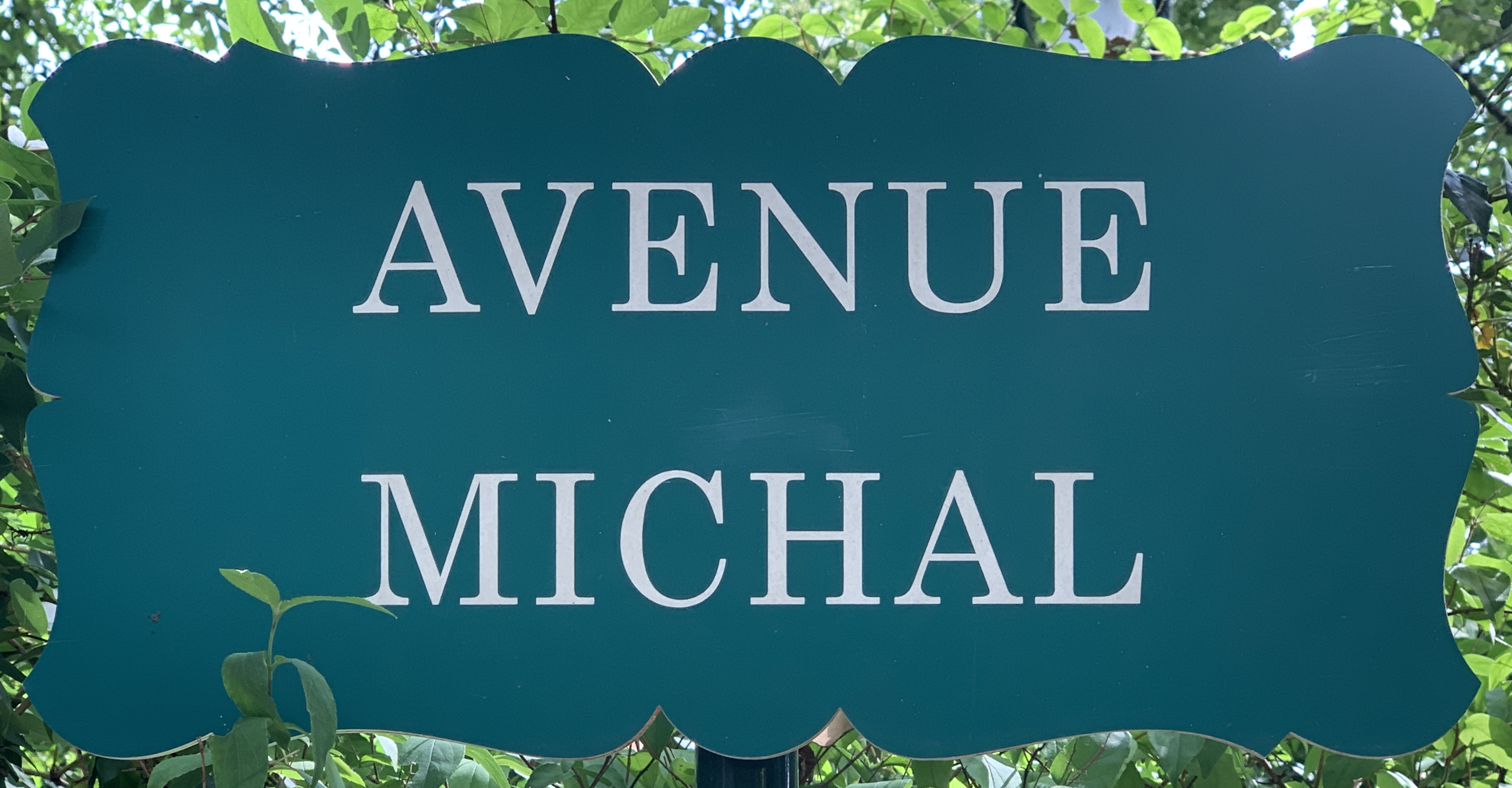
Plaque de l'avenue.